# Дніпропетровська обласна державна адміністрація
Дніпропетровська обласна державна адміністрація (Дніпропетровська ОДА) — місцева державна адміністрація Дніпропетровської області. Утворена на базі представництва Президента України (діяло у 1992—1994 рр.) і виконавчого комітету обласної ради у липні 1995 р. Функціонує згідно з Законом України «Про місцеві державні адміністрації» від 09.04.1999 № 586-XIV.
У зв'язку з широкомасштабним вторгненням Росії 24 лютого 2022 року набула статусу військової адміністрації.

## Основні завдання
Дніпропетровська обласна державна адміністрація в межах Дніпропетровської області забезпечує:
1) виконання Конституції, законів України, актів Президента України, Кабінету Міністрів України, інших органів виконавчої влади вищого рівня;
2) законність і правопорядок, додержання прав і свобод громадян;
3) виконання державних і регіональних програм соціально-економічного та культурного розвитку, програм охорони довкілля;
4) підготовку та виконання бюджету області;
5) звіт про виконання бюджету області та відповідних програм;
6) взаємодію з органами місцевого самоврядування;
7) реалізацію інших наданих державою, а також делегованих відповідними радами повноважень.

## Структура Дніпропетровської ОДА
| Станом на жовтень 2019:                                                                  | Станом на жовтень 2021:                                                                       |
| ---------------------------------------------------------------------------------------- | --------------------------------------------------------------------------------------------- |
| Департамент взаємодії з правоохоронними органами, цивільного захисту та оборонної роботи | Департамент екології та природних ресурсів                                                    |
| Департамент екології та природних ресурсів                                               | Департамент економічного розвитку                                                             |
| Департамент економічного розвитку                                                        | Департамент житлово-комунального господарства та будівництва                                  |
| Департамент житлово-комунального господарства та будівництва                             | Департамент інформаційної діяльності та комунікацій з громадськістю                           |
| Департамент освіти і науки                                                               | Департамент капітального будівництва                                                          |
| Департамент охорони здоров'я                                                             | Департамент молоді і спорту                                                                   |
| Департамент соціального захисту населення                                                | Департамент освіти і науки                                                                    |
| Департамент фінансів                                                                     | Департамент охорони здоров'я                                                                  |
| Юридичний департамент                                                                    | Департамент соціального захисту населення                                                     |
| Управління агропромислового комлпексу                                                    | Департамент фінансів                                                                          |
| Управління внутрішнього аудиту                                                           | Департамент цифрової трансформації, інформаційних технологій та електронного урядування       |
| Управління зовнішньоекономічної діяльності                                               | Юридичний департамент                                                                         |
| Управління культури, національностей і релігій                                           | Управління взаємодії з правоохоронними органами та оборонної роботи                           |
| Управління інформаційних технологій та електронного урядування                           | Управління внутрішнього аудиту                                                                |
| Управління інформаційної діяльності та комунікацій з громадськістю                       | Управління з питань учасників АТО                                                             |
| Управління капітального будівництва                                                      | Управління зовнішньоекономічної діяльності                                                    |
| Управління містобудування та архітектури                                                 | Управління культури, туризму, національностей і релігій                                       |
| Управління протокольних та масових заходів                                               | Управління містобудування та архітектури                                                      |
| Служба у справах дітей                                                                   | Управління паливно-енергетичного комплексу та енергозбереження                                |
| Державний архів Дніпропетровської області                                                | Управління протокольних та масових заходів                                                    |
| Апарат Дніпропетровської облдержадміністрації:                                           | Управління транспорту                                                                         |
| Управління організаційної роботи                                                         | Управління цивільного захисту                                                                 |
| Управління забезпечення роботи керівництва облдержадміністрації                          | Відділ консультативної допомоги та забезпечення взаємодії з органами місцевого самоврядування |
| Управління діловодства і контролю                                                        | Служба у справах дітей                                                                        |
| Управління персоналу                                                                     | Державний архів Дніпропетровської області                                                     |
| Управління по роботі зі зверненнями громадян                                             | Апарат Дніпропетровської облдержадміністрації:                                                |
| Управління фінансово-господарського забезпечення                                         | Управління організаційної роботи                                                              |
| Відділ адміністрування державного реєстру виборців                                       | Управління забезпечення роботи керівництва                                                    |
| Відділ режимно-секретної роботи                                                          | Управління діловодства і контролю                                                             |
| Сектор з питань запобігання та виявлення корупції                                        | Управління персоналу                                                                          |
| Сектор забезпечення доступу до публічної інформації                                      | Управління по роботі зі зверненнями громадян                                                  |
|                                                                                          | Управління з фінансово-економічних питань                                                     |
|                                                                                          | Відділ адміністрування державного реєстру виборців                                            |
|                                                                                          | Сектор режимно-секретної роботи                                                               |
|                                                                                          | Сектор забезпечення доступу до публічної інформації                                           |
|                                                                                          | Сектор з питань запобігання та виявлення корупції                                             |

## Керівництво

### Станом на березень 2014
- Голова облдержадміністрації — Коломойський Ігор Валерійович (03.03.2014 — 25.03.2015)

- Перший заступник голови облдержадміністрації — КРУПСЬКИЙ Анатолій Федорович

- Заступник голови — керівник апарату облдержадміністрації — ПОДОПЛЄЛОВА Надія Леонідівна

- Заступники голови облдержадміністрації
  - БУРІК Олексій Сергійович
  - БОТВІНОВ Ростислав Геннадійович
  - МОЛОКОВ Станіслав Вікторович
  - НЕСТЕРЕНКО Вадим Григорович

### Станом на жовтень 2015
- Голова облдержадміністрації — Резніченко Валентин Михайлович (25.03.2015 — 27.06.2019)
- Заступники голови облдержадміністрації[6]

- КУЖМАН Олег Миколайович (Перший заступник голови облдержадміністрації)
- ТИМЧУК Айна Леонідівна (Керівник апарату облдержадміністрації)
- БАТУРА Дмитро Ігорович (Заступник голови облдержадміністрації)
- ГРИЦАЙ Ірина Олегівна (Заступник голови облдержадміністрації)
- ПРУЦАКОВ Володимир Володимирович (Заступник голови облдержадміністрації)
- ЮРЧЕНКО Володимир Олегович (Заступник голови облдержадміністрації)

### Станом на січень 2020
- Голова — Бондаренко Олександр Вікторович (13.09.2019 — 10.12.2020)

- Заступники голови 
  - Скрипнік Максим Володимирович (з жовтня 2019),
  - Грицай Ірина Олегівна (з квітня 2019),
  - Москаленко Олександр Олександрович (з листопада 2019),
  - Стригун Дмитро Григорович (грудень 2019 — вересень 2020)
- Керівник апарату облдержадміністрації — Тимчук Айна Леонідівна

### Станом на листопад 2021
- Голова - Резніченко Валентин Михайлович (з 10.12.2020)

- Перший заступник голови облдержадміністрації - Орлов Володимир Володимирович

- Заступники голови:

- Горб Ольга Валеріївна
- Беспальчук Максим Григорович
- Начовний Іван Ілліч  (заступник голови облдержадміністрації з питань цифрового розвитку, цифрових трансформацій і цифровізації (CDTO))
- Карпенко Сергій Русланович
- Клянцко Микола Васильович
- Полторацька Наталя Володимирівна – виконуюча обов’язки керівника апарату

## Голови Дніпропетровської обласної державної адміністрації

### Голови облвиконкомів
| Голови обласного виконавчого комітету: |                                                           |
| серпень—жовтень 1932                   | Петровський Данило Іванович                               |
| 1932–1933                              | Алексєєв Микита Олексійович                               |
| 1934—1935                              | Гаврилов Іван Андрійович                                  |
| 1935–1937                              | Федяєв Іван Федорович                                     |
| 1937                                   | Нікітченко Микола Іванович (в.о. голови ОВК)              |
| 1940–1941                              | Найдьонов Павло Андрійович                                |
| 1941–1943                              | Зельцнер Клаус (генерал-комісар)                          |
| 1943–1944                              | Найдьонов Павло Андрійович                                |
| 1944—1947                              | Дементьєв Георгій Гаврилович                              |
| 1947–1952                              | Філіпов Іван Маркелович                                   |
| 1954–1961                              | Юнак Іван Харитонович                                     |
| 1961–1963                              | Васильєв Микола Федорович                                 |
| 1964—1978                              | Пашов Михайло Васильович                                  |
| 1978–1983                              | Бойко Віктор Григорович                                   |
| 1983—1987                              | Бабич Юрій Петрович                                       |
| 1991–1992                              | Задоя Микола Кузьмич                                      |
| 1992–1994                              | Лазаренко Павло Іванович (представник Президента України) |
| 1994–1995                              | Лазаренко Павло Іванович                                  |

### Голови Дніпропетровської обласної державної адміністрації
| Прізвище, І. Б.                 | Фото | Дата і місце народження                                                                         | Час головування | Партійність                                            | Президент                            | Примітка |
| ------------------------------- | ---- | ----------------------------------------------------------------------------------------------- | --- | ------------------------------------------------------ | ------------------------------------ | --- |
| Лазаренко Павло Іванович        |      | 23 січня 1953, с.Карпівка, Широківський район, Дніпропетровська область                         | 23.03.1992 — 27.02.1995 — Представник Президента в області; 26.04.1994 — 19.07.1995 — Голова облради і облвиконкому; 19.07 — 25.09.1995 — Голова ОДА, | до 1991 — функціонер КПРС; ВО «Громада»                | Кучма Л. Д.                          | 28 травня 1996 — 18 червня 1997 — Прем'єр-міністр України. 20 лютого 1999 був затриманий в аеропорту Нью-Йорка, 25 серпня 2006 р. в Сан-Франциско Лазаренко був засуджений до 97 місяців тюремного ув'язнення і штрафу в 10 млн доларів за відмивання грошей і інші злочини. Згідно з рейтингом найбільших корупціонерів світу, складеним у 2008 р. Світовим банком Лазаренко увійшов до числа десяти найбільш корумпованих державних чиновників світу. |
| Деркач Микола Іванович          |      | 25 липня 1949, хутір Дорошенко, Шовгенівський район, Краснодарський край                        | з 25.07.1995 — в.о., 08.08.1996 — 03.09.1997 — Голова ОДА                                                                                             | НПУ («Народна партія України», Блок Литвина)           | Кучма Л. Д.                          | Березень 1985 — квітень 1992 — начальник фінансового управління Дніпропетровського облвиконкому; 27 грудня 2001 — 19 січня 2004 — Посол України в Литовській Республіці; 11 січня 2004 — 3 лютого 2005 — Міністр економіки та з питань євроінтеграції України; Листопад 2007 — грудень 2012 Народний депутат України від Блоку Литвина |
| Забара Віктор Миколайович       |      | 20 липня 1947, місто Кустанай (КазССР)                                                          | 03.09.1997 — 10.04.1998 |                                                        | Кучма Л. Д.                          | 1989-1995 — директор ДЗМО/заводу «Дніпроважмаш», м. Дніпропетровськ. |
| Мігдєєв Олександр Васильович    |      | 16.08.1938, м. Маріуполь                                                                        | 10.04.1998-27.04.1999 | до 1991 — функціонер КПРС (секретар райкому 1975—1981) | Кучма Л. Д.                          | Депутат ВР УРСР 11-го скликання, 1981—1989 — Голова виконкому Дніпропетровської міськради. |
| Швець Микола Антонович          |      | 6 вересня 1955, м.П'ятихатки, Дніпропетровська область.                                         | 27.04.1999 — 30.07.2003 | до 1991 — функціонер КПРС                              | Кучма Л. Д.                          | 06.1994-10.1999 — голова Дніпропетровської міськради, міський голова. 08.2003-01.2005 — радник Президента України Кучми Л. Д.. 12.2004-08.2006 — голова Дніпропетровської облради. |
| Яцуба Володимир Григорович      |      | 01.07.1947, м. Дніпропетровськ                                                                  | 30.07.2003 — 30.12.2004 | до 1991 — функціонер КПРС, в тому числі ЦК; ПР         | Кучма Л. Д.                          | 1988-1990 — 1-й секретар Дніпропетровського МК КПУ; 1990—1994, 2007—2010 — Народний депутат України; 07.06.2011 — 23.02.2014 — Голова Севастопольської міськдержадміністрації |
| Касьянов Сергій Павлович        |      | 30.03.1966, Кіровоград                                                                          | 04.02 — 04.03.2005 | НПУ (Блок Литвина)                                     | Ющенко В. А.                         | 1994-2002 рр.. — співвласник Корпорації «Ольвія» (імпорт і виробництво побутової хімії). Контролює мережу супермаркетів СПАР. З 2011 року — Голова Ради директорів компанії KSG Agro (рослинництво). |
| Єхануров Юрій Іванович          |      | 23.08.1948, с. Белькачі Якутської АРСР                                                          | 01.04 — 22.09.2005 | «Наша Україна»                                         | Ющенко В. А.                         | 22.09.2005 — 04.08.2006 — Прем'єр-міністр України; 18.12.2007 — 05.06.2009 — Міністр оборони України |
| Дєєва Надія Миколаївна          |      | 22.10.1951, с. Тишківка, Новомиргородський р-н, Кіровоградська обл..                            | 11.11.2005 — 03.09.2007 |                                                        | Ющенко В. А.                         | 1995 — 2002 — начальник Дніпропетровського облфінуправління (з 1999 — Головного фінануправління Дніпропетровської ОДА). 2002—2005 — заступник голови Дніпропетровської ОДА. 26.12.2007 — 11.03.2009 — заступник Міністра оборони України. |
| Бондар Віктор Васильович        |      | 05.11. 1975, с. Дашківці, Віньковецький р-н, Хмельницька обл. (за ін. джерелами — м. Ленінград) | 10.12.2007 — 04.02.2010 (з 03.09.2007 — т.в.о.) | «Наша Україна», «Єдиний Центр», ПР                     | Ющенко В. А.                         | 2005-2006 — Міністр транспорту і зв'язку України; з 28.10.2012 — Народний депутат України |
| Вілкул Олександр Юрійович       |      | 24.05.1974, м. Кривий Ріг Дніпропетровської обл.                                                | 18.03.2010 — 24.12.2012 | ПР (з 2003)                                            | Янукович В. Ф.                       | 2003-2006 — ген.директор Центрального ГЗК, з 2004 — також Північного ГЗК; 2006—2007 — 2008 — Народний депутат України; з 24.12.2012 — Віце-прем'єр-міністр України |
| Колєсніков Дмитро Валерійович   |      | 27.03.1972, м. Кривий Ріг Дніпропетровської обл.                                                | 24.12.2012 — 02.03.2014 | ПР                                                     | Янукович В. Ф.                       | 2007 — 2010 — Народний депутат України; 2010—2012 — Міністр промислової політики України |
| Коломойський Ігор Валерійович   |      | 13 лютого 1963, м. Дніпропетровськ                                                              | 03.03.2014 — 25.03.2015 |                                                        | Турчинов О.В. (в.о.) Порошенко П. О. | Один з головних українських олігархів єврейського походження. Пішов з посади після особистої участі у конфлікті біля офісу «Укртрансгазу» у Києві. |
| Резніченко Валентин Михайлович  |      | 22 квітня 1972, м. Дніпропетровськ                                                              | 25.03.2015 — 27.06.2019 |                                                        | Порошенко П. О.                      | Голова Запорізької обласної державної адміністрації у 2014 -2015; ЗМІ пов'язують Резниченка з Президентом П.Порошенком (працював в його структурах). Звільнений новообраним Президентом В.Зеленським. |
| Батура Дмитро Ігорович (т.в.о.) |      | 13 липня 1977, м. Дніпропетровськ                                                               | 27.06.2019 — 13.09.2019 |                                                        |                                      | З лютого 2018 року — заступник голови Дніпропетровської обласної державної адміністрації В.Резниченка |
| Бондаренко Олександр Вікторович |      | 22 січня 1987, м. Харків                                                                        | 13.09.2019 — 10.12.2020 |                                                        | Зеленський В. О.                     | |
| Резніченко Валентин Михайлович  |      | 22 квітня 1972, м. Дніпропетровськ                                                              | 10.12.2020 — 24.01.2023 | Пропозиція                                             | Зеленський В. О.                     | Голова Запорізької обласної державної адміністрації у 2014 -2015; Дніпропетровської ОДА у 2015—2019 рр. ЗМІ пов'язують Резниченка з Президентом П.Порошенком. Звільнений новообраним Президентом В.Зеленським у 2019, і знов призначений ним же через 17 місяців і вдруге звільнений ним же через 2 роки. |
| Лисак Сергій Петрович           |      |                                                                                                 | 07.02.2023 |                                                        | Зеленський В. О.                     | У 2020-22 - Начальник УСБУ у Житомирській області; У 2022-23 - Начальник УСБУ у Дніпропетровській області. Бригадний генерал (2022) |

## Цікаві факти
До 1970 року, коли було споруджено нову будівлю, керівництво області (Обласний комітет КПУ) знаходилось в історичній будівлі навпроти (нині облрада), в якій до революції розташовувалось Комерційне училище
26 січня 2014 р., під час Революції Гідності, під будівлею ОДА сталися сутички між антипрезидентськими мітингувальниками і організованими місцевою владою т. зв. «тітушками». В подальшому до кримінальної відповідальності за перевищення влади, організацію «тітушек», сприяння масовим заворушенням було затримано заступника Голови Дніпропетровської обласної ради Віктора Науменка.
12 травня 2017 року в сквері поруч з обладміністрацією відкрили меморіальний комплекс – Алею пам’яті Героїв Небесної Сотні і загиблих бійців, учасників бойових дій на сході України - парковий комплекс зі скляних стел, на яких розташовані світлини понад 500 загиблих під час російсько-української війни і на Майдані жителів Дніпропетровщини.